# Ankhesenpepi III
Đối với các vương hậu cùng tên, xem Ankhesenpepi I, Ankhesenpepi II và Ankhesenpepi IV
Ankhesenpepi III là một công chúa, đồng thời là một Vương hậu sống vào thời kỳ Vương triều thứ 6 trong lịch sử Ai Cập cổ đại. Bà được đặt theo tên của bà nội là Ankhesenpepi I.

## Thân thế
Ankhesenpepi III là con gái của pharaon Merenre Nemtyemsaf I; không rõ mẹ. Bà kết hôn với pharaon Pepi II, là anh em cùng cha với bà. Ankhesenpepi II, em ruột của Ankhesenpepi I, đồng thời cũng là mẹ chồng của Ankhesenpepi III.
Danh hiệu của Ankhesenpepi I: "Vợ của Vua" và "Con gái của Vua".

## Chôn cất
Ankhesenpepi III được an táng trong một kim tự tháp thuộc phức hợp kim tự tháp Pepi I của ông nội, cùng với Ankhesenpepi II. Phòng chôn cất bị hư hại nặng nề, trên sàn đặt một cỗ quan tài bằng sa thạch, nắp bằng đá granite hồng có mang tên của bà.